# Јуто (Алабама)
Јуто (енгл. Eutaw) град је у америчкој савезној држави Алабама. По попису становништва из 2010. у њему је живело 2.934 становника.

## Демографија
Према попису становништва из 2010. у граду је живело 2.934 становника, што је 1.056 (56,2%) становника више него 2000. године.
| Група             | 2000.         | 2010.         |
| Белци             | 620 (33,0%)   | 519 (17,7%)   |
| Афроамериканци    | 1.240 (66,0%) | 2.353 (80,2%) |
| Азијати           | 4 (0,2%)      | 13 (0,4%)     |
| Хиспаноамериканци | 7 (0,4%)      | 37 (1,3%)     |
| Укупно            | 1.878         | 2.934         |